# 凯瑟琳·T·麦克阿瑟
凯瑟琳·T·麦克阿瑟 (英語：Catherine T. MacArthur, 1908年11月23日—1981年12月15日) 是美国商人和慈善家约翰·D·麦克阿瑟的第二任妻子，与丈夫共同创建麦克阿瑟基金会并积极参与到商业和慈善事业之中。

## 生平
1908年凯瑟琳·T·麦克阿瑟出生在芝加哥南部的一个爱尔兰移民家庭里，家里还有其他四个兄弟姐妹。父亲拥有并经营着几家零售店，积极参与芝加哥的民主政治，还在联邦和州立政府中有任职。 
1928年嫁给约翰·D·麦克阿瑟成为他的第二任妻子，婚后帮助丈夫打理保险业务以及共同成立麦克阿瑟基金会。他们夫妻二人买下了位于棕榈滩海岸 (佛罗里达州)的柱廊海滩酒店，并将其打造为办公地，这里可以俯瞰大西洋和沃思湖泻湖，楼下还有一间酒吧。
1978年约翰·D·麦克阿瑟去世时，是全美最富有的三个人，资产超过10亿美元。他将92％的资产留给了基金会。凯瑟琳在丈夫去世后，一直是基金会的关键人物，直到她1981年去世。